# Franz Weber
Pour les articles homonymes, voir Weber.
Cet article concerne un écologiste suisse. Pour le skieur de vitesse autrichien, voir Franz Weber (skieur de vitesse).

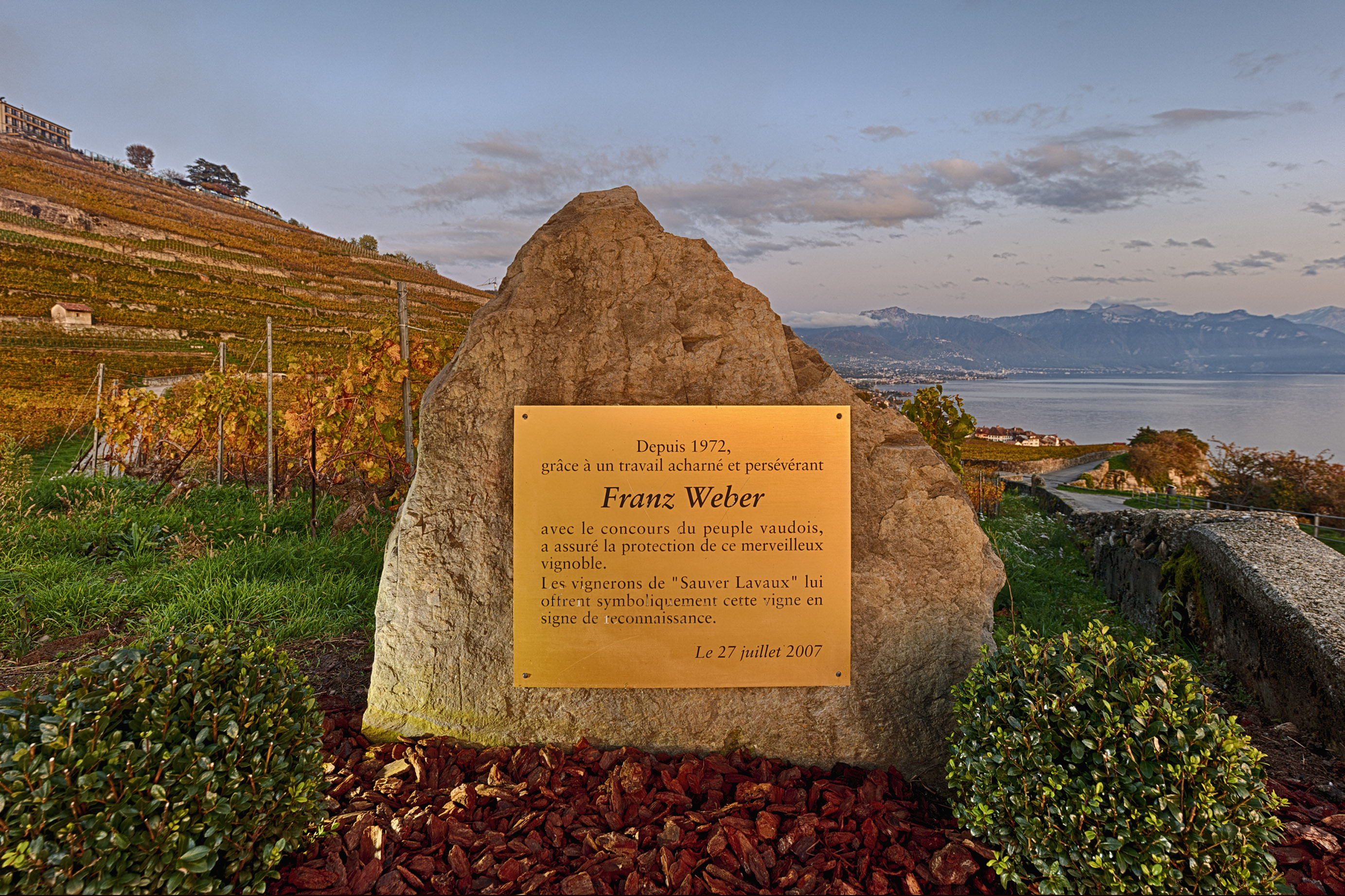
Plaque commémorative pour sa contribution à la préservation des vignobles de Lavaux, à Puidoux, au Chemin de la Dame

Franz Weber, né le 27 juillet 1927 à Bâle et mort le 2 avril 2019 à Berne, est un humaniste, écologiste, écrivain et journaliste suisse.

## Biographie
Franz Weber est le 3e d’une famille de sept enfants. Son père est fonctionnaire de l’État, et il perd sa mère lorsqu'il a dix ans, décédée après une intervention chirurgicale, d'une hernie étranglée. La perte de sa mère et l'erreur médicale dont elle a été victime auraient été à la base de sa volonté de lutter contre les injustices,.
Après une formation commerciale, il quitte la Suisse en 1949 pour entreprendre des études de lettres à Paris, ville qu'il apprécie. Pour gagner sa vie, il se lance dans le journalisme. Pendant dix ans, il est rédacteur en chef de « La Voix des Poètes » (revue fondée en 1959 avec Simone Chevallier, sa compagne d'alors), tout en parcourant le monde comme grand reporter.
En 1965, il commence sa première campagne pour la protection de l'Engadine à Surlej. Il se fait connaître, au niveau international, par ses combats pour la conservation de Lavaux, de Delphes, des Baux-de-Provence, la sauvegarde des bébés phoques, de la forêt alluviale du Danube, des éléphants du Togo ou encore des chevaux sauvages d'Australie.
Il habite dans la région de Vevey en 1968 puis s'installe définitivement à Clarens en 1974.
En 1975, il crée en Suisse à Montreux, une fondation qui porte son nom et en 1977, il fonde l'Association Helvetia Nostra à l'origine de nombreuses initiatives populaires en Suisse.
En 1979, il prend également l'initiative de fonder la Cour Internationale de Justice des Droits de l'Animal et, avec l'écrivain Denis de Rougemont, les Nations unies des Animaux (United Animal Nations).
De 2005 à 2011, il s'engage en vain pour la préservation de la gare de Champ-du-Moulin, dans la commune de Brot-Dessous, qui sera finalement détruite par les CFF faute de budget pour la rénover,.
En décembre 2005, il lance à Genève avec Brigitte Bardot une nouvelle campagne pour interdire la chasse aux phoques sur la banquise canadienne. Avec l'association Helvetia Nostra, il lance une initiative « Contre le bruit des avions de combat à réaction dans les régions touristiques et de détente en temps de paix » qui est soumise à votation populaire le 24 février 2008. L'initiative est rejetée à 68,1 %.
En 2008, il lance sa troisième initiative pour « Sauver Lavaux », après la première en 1977 et la deuxième en 2005, qui furent acceptées par les Vaudois en votation et qui contribuèrent à permettre aux vignobles de Lavaux d'être inscrits au patrimoine mondial de l'UNESCO, le 28 juin 2007. Cette troisième initiative est balayée par les députés du Grand Conseil au profit du contre-projet par 120 voix pour le contre-projet, 9 contre et 3 abstentions. L'initiative « Sauvez Lavaux 3 » est néanmoins soumise au peuple vaudois le 18 mai 2014 en même temps que le contre-projet du Conseil d'État. Par 68,1 % des voix, l'initiative « Sauvez Lavaux 3 » est refusée, mais le contre-projet accepté par 68,4 % des voix. Le contre-projet renforce néanmoins la protection des vignobles de Lavaux, ce qui satisfait Franz Weber malgré la défaite de sa troisième initiative pour sauver Lavaux.
En 2009, il publie un recueil de contes, Entre chien et loup.
Le 12 mars 2012, son initiative visant à limiter les résidences secondaires à 20 % des logements totaux est acceptée par la population et les cantons. À compter de cette date, Helvetia Nostra dépose des recours contre la plupart des permis de construire des résidences secondaires dans les communes dont le taux dépasse déjà les 20 %. De ces recours, 30 requêtes d'effet suspensif contre des projets de construction dans le Canton du Valais sont déposés au nom de voisins qui ne l'avaient pas mandaté. L'avocat de la fondation de Franz Weber est dénoncé à l'autorité de surveillance des avocats et une plainte pénale est déposée. Le 30 janvier 2014, la Chambre des recours pénale vaudoise classe la plainte contre l'avocat. Le tribunal estime qu'il n'y a pas de dessein d'enrichissement illégitime.
De 2016 à sa mort, Franz Weber vit dans une maison de retraite.

### Famille
Le 14 novembre 1974, sa seconde épouse Judith, qu'il a rencontrée quand il a défendu le lac de Sempach, donne naissance à leur fille Vera.

## Prix et distinctions

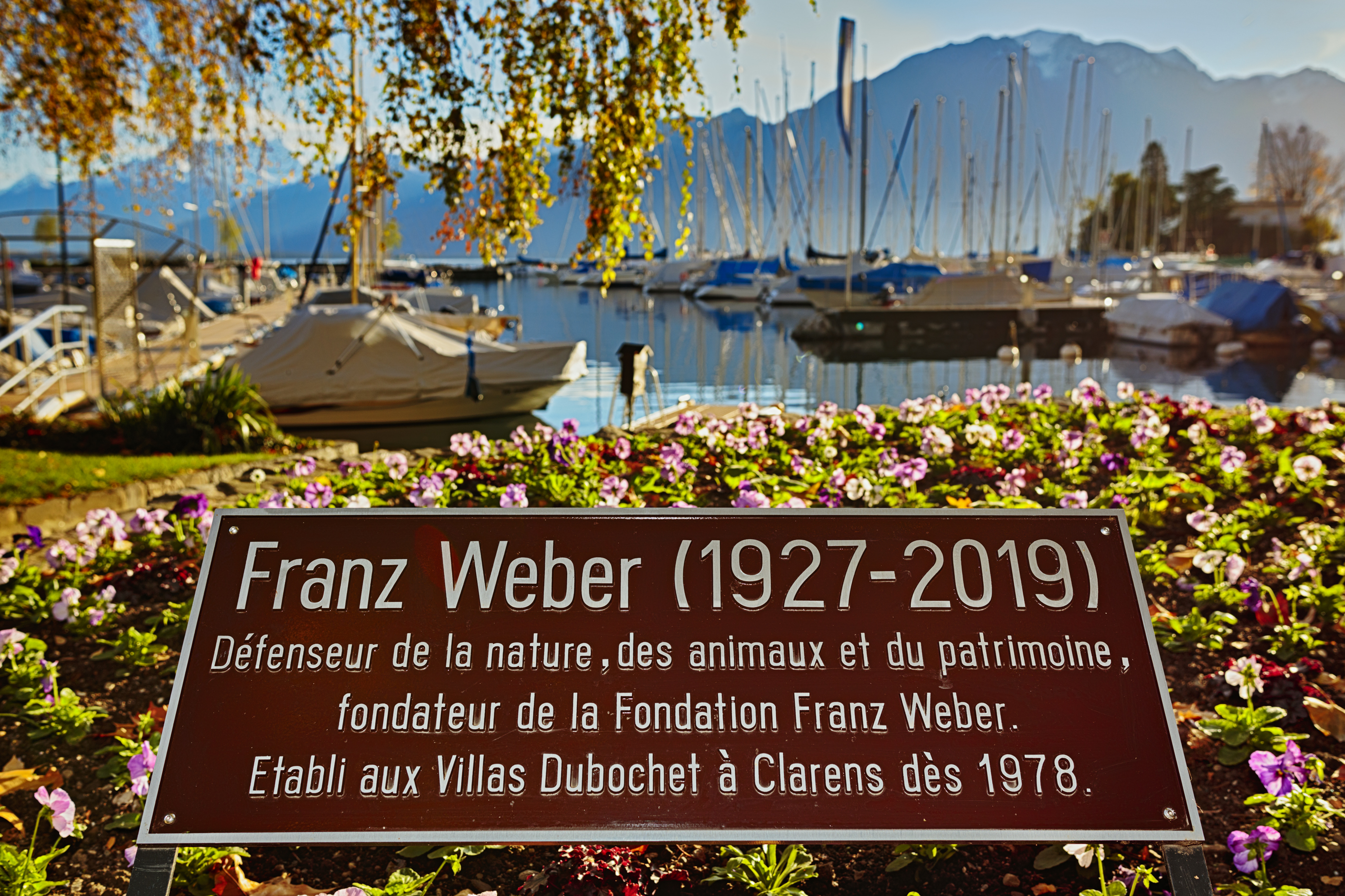
Plaque commémorative du parc Franz Weber à Clarens - Montreux

Il a obtenu plusieurs prix internationaux, dont le Prix allemand de la protection de la Nature (1978), la médaille allemande de la protection de l'environnement (1979), le prix européen pour l'aménagement du territoire (1981). En 1997, en présence de diverses personnalités, dont les écrivains Émile Gardaz et Jean-Pierre Thiollet, Franz Weber se voit accorder le titre de citoyen d'honneur de Delphes.
En mai 2022, la ville de Montreux renomme le parc du Basset, situé près de la maison où il a vécu, en parc Franz-Weber,.

## Fondation Weber
En 2014, sa fille Vera lui succède à la fondation Weber. Diplômée de l'école hôtelière de Lucerne en 1999, elle a exercé la fonction de vice-présidente de la Fondation Weber dès 1999. 

## Ouvrages
- Des montagnes à soulever, éditions J.-J. Pauvert, 1976.  (ISBN 978-2-7202-0059-5)
- Le paradis sauvé, éditions Pierre-Marcel Favre, 1987.  (ISBN 978-2-8289-0244-5)
- Entre chien et loup, éditions Xenia, 2009.  (ISBN 978-2-88892-092-2).

### Sources
- « Franz Weber », sur la base de données des personnalités vaudoises sur la plateforme « Patrinum » de la Bibliothèque cantonale et universitaire de Lausanne.
- L'Hebdo, 27 décembre 2001, p. 49
- L'Hebdo, 10 juin 2004, p. 98 (rêves d'enfant), avec photographie
- 24 Heures, 26 février 2005, p. 35, avec photographie
- Franz Weber, le dossier des archives de la Télévision suisse romande